# Spielvereinigung Fürth 1995-1996
Questa voce raccoglie le informazioni riguardanti la Spielvereinigung Fürth nelle competizioni ufficiali della stagione 1995-1996.

## Stagione
Nella stagione 1995-1996 il Greuther Fürth, allenato da Bertram Beierlorzer, concluse il campionato di Regionalliga Sud al 8º posto.

## Rosa
| N. |                     | Ruolo | Calciatore      |
| -- | ------------------- | ----- | --------------- |
| 1  | Germania (bandiera) | P     | Andreas Menger  |
| 2  | Germania (bandiera) | D     | Dieter Probst   |
| 5  | Germania (bandiera) | C     | Markus Lotter   |
| 9  | Germania (bandiera) | A     | Frank Türr      |
|    | Germania (bandiera) | D     | Norbert Förster |
|    | Germania (bandiera) | D     | Günter Güttler  |
|    | Germania (bandiera) | D     | David Schneider |

| N. |                     | Ruolo | Calciatore        |
| -- | ------------------- | ----- | ----------------- |
|    | Germania (bandiera) | C     | Achim Beierlorzer |
|    | Germania (bandiera) | C     | Oliver Fuchs      |
|    | Germania (bandiera) | C     | Bernd Müller      |
|    | Germania (bandiera) | C     | Matthias Plößner  |
|    | Germania (bandiera) | C     | Boban Ristovski   |
|    | Germania (bandiera) | C     | Ralf Weidhaus     |
|    | Germania (bandiera) | A     | Heinrich Dumpert  |

## Organigramma societario
Area tecnica
- Allenatore: Bertram Beierlorzer
- Allenatore in seconda:
- Preparatore dei portieri:
- Preparatori atletici:
- Analisi video:

## Calciomercato

### Sessione estiva
| Acquisti | Acquisti | Acquisti | Acquisti |
| R.       | Nome     | da       | Modalità |
| -------- | -------- | -------- | -------- |

| Cessioni | Cessioni            | Cessioni      | Cessioni |
| R.       | Nome                | a             | Modalità |
| -------- | ------------------- | ------------- | -------- |
| C        | Günter Drews        | Eltersdorf    |          |
| D        | Norbert Glintschert | Seligenporten |          |
| D        | Dieter Probst       | Norimberga    |          |
| A        | Roland Reichel      | SV Lohhof     |          |

## Risultati

### Regionalliga ovest-sudovest

#### Girone di andata
| 28 luglio 1995, ore 18:00 CEST 1ª giornata | Vestenbergsgreuth | 1 – 1 | Fürth |  |

| 5 agosto 1995, ore 15:00 CEST 2ª giornata | Darmstadt | 7 – 1 | Fürth |  |

| 11 agosto 1995, ore 18:00 CEST 3ª giornata | Fürth | 1 – 1 | Ludwigsburg |  |

| 20 agosto 1995, ore 15:00 CEST 4ª giornata | Ditzingen | 3 – 0 | Fürth |  |

| 26 agosto 1995, ore 15:00 CEST 5ª giornata | Fürth | 4 – 2 | Egelsbach |  |

| 2 settembre 1995, ore 15:00 CEST 6ª giornata | Ulma | 0 – 4 | Fürth |  |

| 9 settembre 1995, ore 15:00 CEST 7ª giornata | Fürth | 0 – 2 | Reutlingen |  |

| 16 settembre 1995, ore 15:00 CEST 8ª giornata | Kickers Stoccarda | 3 – 1 | Fürth |  |

| 23 settembre 1995, ore 15:00 CEST 9ª giornata | Fürth | 2 – 1 | Sandhausen |  |

| 7 ottobre 1995, ore 15:00 CET 10ª giornata | FSV Francoforte | 1 – 2 | Fürth |  |

| 14 ottobre 1995, ore 15:00 CET 11ª giornata | Fürth | 0 – 1 | Eintracht Francoforte II |  |

| 20 ottobre 1995, ore 18:30 CET 12ª giornata | Wacker Burghausen | 2 – 1 | Fürth |  |

| 28 ottobre 1995, ore 15:00 CET 13ª giornata | Fürth | 1 – 3 | Bayern Monaco II |  |

| 4 novembre 1995, ore 15:00 CET 14ª giornata | Hessen Kassel | 1 – 4 | Fürth |  |

| 11 novembre 1995, ore 15:00 CET 15ª giornata | Augusta | 2 – 4 | Fürth |  |

| 18 novembre 1995, ore 15:00 CET 16ª giornata | Fürth | 2 – 1 | VfR Mannheim |  |

| 3 dicembre 1995, ore 15:00 CET 17ª giornata | Neukirchen | 4 – 2 | Fürth |  |

#### Girone di ritorno
| 9 dicembre 1995, ore 15:00 CET 18ª giornata | Fürth | 0 – 0 | Vestenbergsgreuth |  |

| 2 marzo 1996, ore 15:00 CET 19ª giornata | Fürth | 1 – 1 | Darmstadt |  |

| 9 marzo 1996, ore 15:00 CET 20ª giornata | Ludwigsburg | 1 – 1 | Fürth |  |

| 16 marzo 1996, ore 15:00 CET 21ª giornata | Fürth | 3 – 2 | Ditzingen |  |

| 23 marzo 1996, ore 15:00 CET 22ª giornata | Egelsbach | 1 – 2 | Fürth |  |

| 30 marzo 1996, ore 15:00 CET 23ª giornata | Fürth | 1 – 1 | Ulma |  |

| 8 aprile 1996, ore 15:00 CEST 24ª giornata | Reutlingen | 1 – 3 | Fürth |  |

| 12 aprile 1996, ore 18:00 CEST 25ª giornata | Fürth | 4 – 2 | Kickers Stoccarda |  |

| 21 aprile 1996, ore 15:00 CEST 26ª giornata | Sandhausen | 2 – 1 | Fürth |  |

| 27 aprile 1996, ore 15:00 CEST 27ª giornata | Fürth | 2 – 0 | FSV Francoforte |  |

| 3 maggio 1996, ore 18:00 CEST 28ª giornata | Eintracht Francoforte II | 2 – 1 | Fürth |  |

| 10 maggio 1996, ore 18:00 CEST 29ª giornata | Fürth | 3 – 4 | Wacker Burghausen |  |

| 16 maggio 1996, ore 15:00 CEST 30ª giornata | Bayern Monaco II | 2 – 3 | Fürth |  |

| 19 maggio 1996, ore 15:00 CEST 31ª giornata | Fürth | 1 – 3 | Hessen Kassel |  |

| 24 maggio 1996, ore 18:00 CEST 32ª giornata | Fürth | 1 – 0 | Augusta |  |

| 1º giugno 1996, ore 15:00 CEST 33ª giornata | VfR Mannheim | 2 – 0 | Fürth |  |

| 6 giugno 1996, ore 18:00 CEST 34ª giornata | Fürth | 3 – 1 | Neukirchen |  |

## Statistiche

### Statistiche di squadra
| Competizione     | Punti | In casa | In casa | In casa | In casa | In casa | In casa | In trasferta | In trasferta | In trasferta | In trasferta | In trasferta | In trasferta | Totale | Totale | Totale | Totale | Totale | Totale | DR |
| Competizione     | Punti | G       | V       | N       | P       | Gf      | Gs      | G            | V            | N            | P            | Gf           | Gs           | G      | V      | N      | P      | Gf     | Gs     | DR |
| ---------------- | ----- | ------- | ------- | ------- | ------- | ------- | ------- | ------------ | ------------ | ------------ | ------------ | ------------ | ------------ | ------ | ------ | ------ | ------ | ------ | ------ | -- |
| Regionalliga Sud | 51    | 17      | 8       | 4       | 5       | 29      | 25      | 17           | 7            | 2            | 8            | 31           | 35           | 34     | 15     | 6      | 13     | 60     | 60     | 0  |
| Totale           | 51    | 17      | 8       | 4       | 5       | 29      | 25      | 17           | 7            | 2            | 8            | 31           | 35           | 34     | 15     | 6      | 13     | 60     | 60     | 0  |

### Andamento in campionato
| Giornata  | 1  | 2  | 3  | 4  | 5  | 6 | 7  | 8  | 9  | 10 | 11 | 12 | 13 | 14 | 15 | 16 | 17 | 18 | 19 | 20 | 21 | 22 | 23 | 24 | 25 | 26 | 27 | 28 | 29 | 30 | 31 | 32 | 33 | 34 |
| --------- | -- | -- | -- | -- | -- | - | -- | -- | -- | -- | -- | -- | -- | -- | -- | -- | -- | -- | -- | -- | -- | -- | -- | -- | -- | -- | -- | -- | -- | -- | -- | -- | -- | -- |
| Luogo     | T  | T  | C  | T  | C  | T | C  | T  | C  | T  | C  | T  | C  | T  | T  | C  | T  | C  | C  | T  | C  | T  | C  | T  | C  | T  | C  | T  | C  | T  | C  | C  | T  | C  |
| Risultato | N  | P  | N  | P  | V  | V | P  | P  | V  | V  | P  | P  | P  | V  | V  | V  | P  | N  | N  | N  | V  | V  | N  | V  | V  | P  | V  | P  | P  | V  | P  | V  | P  | V  |
| Posizione | 10 | 16 | 15 | 17 | 16 | 8 | 12 | 15 | 11 | 8  | 10 | 13 | 15 | 11 | 9  | 7  | 8  | 8  | 9  | 9  | 8  | 7  | 7  | 7  | 7  | 7  | 7  | 7  | 7  | 7  | 8  | 8  | 8  | 8  |

Legenda:

Luogo: C = Casa; T = Trasferta. Risultato: V = Vittoria; N = Pareggio; P = Sconfitta.